# Italiens Grand Prix 1998
Italiens Grand Prix 1998 var det fjortonde av 16 lopp ingående i formel 1-VM 1998.

## Rapport
Ferrari tog en dubbelseger under hemmapublikens jubel då 
Michael Schumacher vann före Eddie Irvine. McLaren hade en motig helg, David Coulthards motor rasade och Mika Häkkinen slutade fyra. Mika Häkkinen och Michael Schumacher delade nu ledningen i VM-tabellen.

## Resultat
1. Michael Schumacher, Ferrari, 10 poäng
2. Eddie Irvine, Ferrari, 6
3. Ralf Schumacher, Jordan-Mugen Honda, 4
4. Mika Häkkinen, McLaren-Mercedes, 3
5. Jean Alesi, Sauber-Petronas, 2
6. Damon Hill, Jordan-Mugen Honda, 1
7. Heinz-Harald Frentzen, Williams-Mecachrome
8. Giancarlo Fisichella, Benetton-Playlife
9. Toranosuke Takagi, Tyrrell-Ford
10. Rubens Barrichello, Stewart-Ford
11. Esteban Tuero, Minardi-Ford
12. Ricardo Rosset, Tyrrell-Ford
13. Jarno Trulli, Prost-Peugeot

### Förare som bröt loppet
- Jos Verstappen, Stewart-Ford (varv 39, växellåda)
- Jacques Villeneuve, Williams-Mecachrome (37, snurrade av)
- Mika Salo, Arrows (32, gasspjäll)
- Alexander Wurz, Benetton-Playlife (24, växellåda)
- David Coulthard, McLaren-Mercedes (16, motor)
- Olivier Panis, Prost-Peugeot (15, vibrationer)
- Shinji Nakano, Minardi-Ford (13, motor)
- Johnny Herbert, Sauber-Petronas (12, snurrade av)
- Pedro Diniz, Arrows (10, snurrade av)

## VM-ställning
| Förarmästerskapet 1. Mika Häkkinen, McLaren-Mercedes, 80 Michael Schumacher, Ferrari, 80 2. David Coulthard, McLaren-Mercedes, 48 3. Eddie Irvine, Ferrari, 38 | Konstruktörsmästerskapet 1. McLaren-Mercedes, 128 2. Ferrari, 118 3. Williams-Mecachrome, 33 |